# Thomas Powys, 4. Baron Lilford

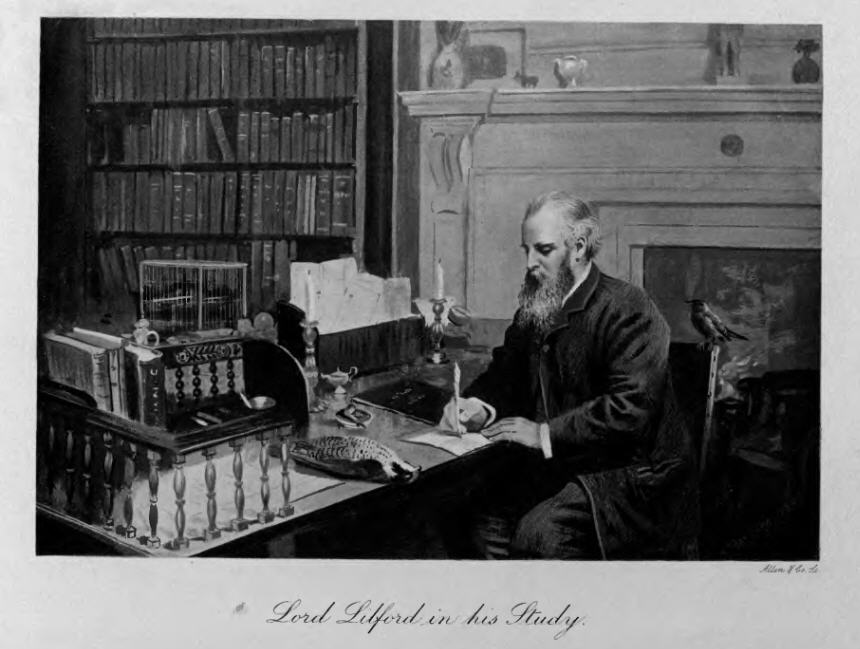
Thomas Powys, 4. Baron Lilford

Thomas Lyttleton Powys, 4. Baron Lilford (* 18. März 1833; † 17. Juni 1896) war ein britischer Peer und Ornithologe.
Er war der älteste Sohn von Thomas Powys, 3. Baron Lilford und Mary Elizabeth Fox, Tochter des Henry Vassall-Fox, 3. Baron Holland. Er wurde auf der Harrow School erzogen und studierte am Christ Church College der Oxford University. 1861 erbte er beim Tod seines Vaters dessen Adelstitel und wurde Mitglied des House of Lords. 1858 war er einer von 20 Gründern der British Ornithologists’ Union, deren Präsident er von 1867 bis zu seinem Tod war. Er war darüber hinaus Präsident der Northamptonshire Natural History Society.
Er unternahm ausgedehnte Reisen, insbesondere im Mittelmeerraum. Seine umfangreiche Sammlung wurde bis 1991 auf seinem Anwesen Lilford Hall verwaltet. In seinen Volieren wurden Vögel aus aller Welt zur Schau gestellt, darunter Nandus, Kiwis, die Rosenkopfente und sogar ein Paar von freifliegenden Bartgeiern. Er war verantwortlich für die Einführung des Steinkauzes in England in den 1880er Jahren. 
Er schrieb vogelkundliche Bücher wie Notes on the Birds of Northamptonshire and Neighbourhood (1895) and Coloured Figures of the Birds of the British Islands, das nach seinem Tod von Osbert Salvin vollendet wurde.
Er heiratete am 14. Juni 1859 in erster Ehe Emma Elizabeth Brandling († 1884), die Tochter von Robert William Brandling. Mit ihr hatte er drei Söhne, Thomas Atherton Powys (1861–1882), John Powys (1863–1945) und Stephen Powys (1869–1949). Nach dem Tod seiner ersten Gattin heiratete er am 21. Juli 1885 in zweiter Ehe Clementina Georgina Baillie-Hamilton (1839–1929), Tochter von Ker Baillie-Hamilton (1804–1889), Gouverneur von Neufundland. Die Ehe blieb kinderlos.
Er starb im Juni 1896 im Alter von 63 Jahren. Da sein ältester Sohn zu diesem Zeitpunkt bereits kinderlos verstorben war, erbte sein zweitgeborener Sohn John seinen Adelstitel.
Nach Baron Lilford sind Tiertaxa wie die Balearen-Eidechse (Podarcis lilfordi), der Lilford-Specht (Dendrocopos leucotos lilfordi) und der Lilfordkranich (Grus grus lilfordi) benannt.